# 朱芝壐
唐悼簡世子朱芝壐（？—1449年前），明朝第三代唐王——唐憲王朱瓊炟的長子。他在正統九年（1473年）受封唐世子，其後再無記載他的資料。
後來其弟唐莊王朱芝址於成化十三年（1477年）以唐世子進襲唐王，可知他在當時早已經去世，諡曰悼簡世子。